# Жерар, Луи
Луи́ Жера́р (фр. Louis Gérard; 1733—1819) — французский врач и ботаник.

## Биография
Луи Жерар родился 16 июля 1733 года в городе Котиньяк на территории департамента Вар. Он был другом известного философа и государственного деятеля Гийома-Кретьена Мальзерба.
Между мартом и октябрём 1761 года вышла книга Луи Жерара Flora gallo-provincialis, в которой автор приводит своё видение классификационной системы растений. Она была во многом схожа с искусственной системой Бернара де Жюссье, предложенной несколькими годами ранее, однако на неё оказали влияние и «естественные отряды» Карла Линнея. К книге прилагалось 19 иллюстраций — гравюр Франсуа-Николя Мартине.
В 1796 году Луи Жерар стал членом Института Франции. С 1816 года он был членом Французской академии наук.
Луи Жерар скончался 10 ноября 1819 года.
Письма и образцы растений из переписки Луи Жерара и Карла Линнея хранятся в библиотеке Лондонского Линнеевского общества. Корреспонденция Жерара и Бернара де Жюссье находится в Парижском музее естественной истории.

## Некоторые научные публикации
- Gérard, L. Flora gallo-provincialis, cum iconibus aeneis. — Paris, 1761. — 585 p., 15 pl.